# Zoltán Bánský
Zoltán Bánský, též Zoltán Bánszky (10. července 1913 – ???), byl československý politik Komunistické strany Slovenska maďarské národnosti a poslanec Sněmovny národů Federálního shromáždění na počátku normalizace.

## Biografie
V roce 1960 byl zvolen do Slovenské národní rady jako jeden z deseti jejích poslanců maďarské národnosti. Ve volbách v roce 1964 mandát obhájil (nyní jako jeden z 11 zástupců této národnostní skupiny).
Po federalizaci Československa usedl do Sněmovny národů Federálního shromáždění, kam ho nominovala Slovenská národní rada. V parlamentu setrval do konce funkčního období Federálního shromáždění, tedy do voleb roku 1971.